# Каролина Харрикейнз
«Кароли́на Ха́ррикейнз» (англ. Carolina Hurricanes) — хоккейный клуб, выступающий в Национальной хоккейной лиге (НХЛ). Базируется в городе Роли, штат Северная Каролина, США.
Изначально команда называлась «Нью-Ингленд Уэйлерс» и выступала во «Всемирной хоккейной ассоциации», где в 1973 году завоевала первый в истории Кубок АВКО (аналог Кубка Стэнли в НХЛ). После сезона 1978/1979 клуб приняли в НХЛ под названием «Хартфорд Уэйлерс». Под данным названием «Хартфорд» провёл в ней 18 сезонов. После сезона 1996/1997, клуб был переведён в Роли и ныне существует под названием «Каролина Харрикейнз».
Наивысшего успеха команда добилась в сезоне 2005/2006, выиграв единственный в своей истории Кубок Стэнли.

## История

### Нью-Ингленд Уэйлерс
Команда «Нью-Ингленд Уэйлерс» была создана в ноябре 1971 года и вошла в состав новосозданной Всемирной хоккейной ассоциации. Владельцами клуба стали два молодых и богатых человека — Ховард Болдуин и Джон Кобурн. Пост генерального менеджера и главного тренера занял Джек Келли. Сезон ВХА 1972/1973 годов, ставший самым первым для этой лиги, «Уэйлерс» выиграли. Но из-за отсутствия других арен в Новой Англии, команда проводила свои домашние игры в Бостоне на стадионе «Бостон Брюинз». Посещаемость матчей, несмотря на успехи в ВХА, падала, и Болдуин стал искать новый дом своему клубу. Такой нашёлся в Хартфорде, но до открытия нового стадиона требовалось подождать ещё несколько месяцев, и поэтому концовку сезона 1973/1974 и начало 1974/1975 команда провела в Спрингфилде, штат Массачусетс.

### Хартфорд Уэйлерс
11 января 1975 года «Уэйлерс» сыграли свою первую игру в Хартфорде на стадионе «Цивик центр колизеум». Команда быстро завоевала популярность среди болельщиков города. За исключением небольшого периода в конце 70-х, когда «Уэйлерс» играли в Спрингфилде из-за того, что их основной стадион находился на ремонте (из-за снега разрушилась часть крыши), команда в основном играла в Хартфорде.
В 1979 году ВХА распалась, а «Уэйлерс», как одна из самых стабильных команд лиги, вместе с «Эдмонтон Ойлерз», «Квебек Нордикс» и «Виннипег Джетс» вошла в состав Национальной хоккейной лиги, во многом благодаря Ховарду Болдуину, президенту ВХА и хозяину «Хартфорда», согласившемуся оставить свой пост.
В первом своём сезоне в НХЛ «Хартфорд» в 80 проведённых играх набрал 73 очка и вышел в плей-офф, где проиграл в первом раунде «Монреаль Канадиенс». Следующие пять сезонов команда числилась среди аутсайдеров лиги. Но благодаря лучшему праву выбора на драфте команда смогла укрепиться Роном Фрэнсисом. Появились защитник Джоэль Кенневилль, нападающие Торри Робертсон и Сильвен Тюржон. Произошли изменения и в руководстве — в 1983 году генеральным менеджером стал Эмили Фрэнсис, а на пост главного тренера пришёл Джек Эванс.
Изменения в составе привели к тому, что в сезоне 1985/1986, «Хартфорд», впервые в своей истории, имел положительный баланс побед и поражений. Выйдя в плей-офф команда в первом раунде не оставила шансов «Квебек Нордикс». Но в следующем круге «Уэйлерс» противостоял «Монреаль Канадиенс», и только лишь в решающей седьмой игре, в затянувшемся овертайме, «Канадиенс» смогли одаржать победу. Победа в серии над «Квебеком» стала первой и последней в истории клуба в плей-офф в XX веке.
В следующем сезоне «Уэйлерс» добились своего лучшего результата в регулярных чемпионатах, заняв с 93 очками первое место в своём дивизионе, но уступили в первом раунде плей-офф «Квебеку». В последующие четыре сезона «Хартфорд» занимал места в середине таблицы НХЛ и постоянно выбывал из плей-офф уже на первом этапе.
В марте 1991 года «Уэйлерс» обменяли одних из лучших своих игроков — Рона Фрэнсиса и Ульфа Самуэльссона — в «Питтсбург Пингвинз». После этого они ещё дважды выходили в плей-офф, причём в 1993 году лишь в семи матчах уступили «Монреалю» в первом раунде. Начиная с сезона 1993/1994 «Хартфорд» всегда оказывался вне розыгрыша Кубка Стэнли.
В 1994 году клуб купил Питер Карманос. Весной 1997 года он объявил о том, что команда после сезона 1996/1997 переедет из Коннектикута в Северную Каролину. Однако ещё до этого, в 1995 году, в клубе путём обменов появились Брендан Шэнахэн, а затем и Пол Коффи и Кит Примо. Но и Коффи и Шэнахэн не захотели играть в слабой команде и были обменяны в другие команды. Свой последний матч в городе Хартфорд команда провела 13 апреля 1997 года и обыграла «Тампу-Бэй Лайтнинг» 2:1.

### Каролина Харрикейнз
Команда, сменившая название на «Каролина Харрикейнз», в сезоне 1997/98 была вынуждена проводить домашние матчи в городе Гринсборо, так как их будущая арена в городе Роли была ещё не готова. Посещаемость матчей команды в Гринсборо была невысокой — от 6 до 8 тысяч человек. Команде пришлось обменять своих лидеров — нападающего Джефа Сандерсона и вратаря Шона Бурка. Карманос попытался получить Сергея Фёдорова из «Детройта», сделав предложение на общую сумму в 38 миллионов долларов, но «Ред Уингз» покрыли предложение «Каролины». «Харрикейнз» не смогли пробиться в плей-офф.
В сезоне-1998/99 раскрылся талант Примо. Поддерживаемый Сами Капаненом и Гарри Робертсом, а также вратарём Артуром Ирбе, Примо помог своему клубу выйти в плей-офф. В четвертьфинале Восточной конференции «Харрикейнз» встретились с «Бостоном», вели по ходу серии 2:1, но затем проиграли подряд 3 игры и выбыли из дальнейшей борьбы.
Рассчитывая подписать гораздо больший новый контракт, Примо начал забастовку в сезоне 1999/2000 и был обменян в «Филадельфию» на Рода Бриндамора. Сезон у «Харрикейнз» получился неровный, команде не хватило всего одного очка для выхода в плей-офф. Одним из лучших игроков в тот год стал вратарь Ирбе, выигравший 34 матча и установивший тем самым новый рекорд клуба.
Последствия возвращения в клуб в начале 2000-х годов Рона Фрэнсиса и умелый выбор молодых игроков на драфтах дали хорошие результаты в 2002 году. «Харрикейнз» средне провели регулярный чемпионат, однако в плей-офф обыграли по очереди «Нью-Джерси», «Монреаль», «Торонто» и вышли в финал, где уступили «Детройту». Этот успех помог команде завоевать определённое уважение в лиге и огромный интерес болельщиков в Северной Каролине. Однако «Харрикейнз» не сумели развить своего успеха, и в 2003 году неожиданно заняли последнее место в регулярном чемпионате.
Неудачный старт «Ураганов» в 2003/04 годах привел к увольнению старшего тренера Пола Мориса, проведшего на своем посту более 8 сезонов. Заменивший его Питер Лавиолетт мало чем смог помочь клубу, снова оказавшемуся в числе аутсайдеров лиги.
В сезоне 2005/2006 «Каролина» выиграла Кубок Стэнли. Заняв второе место в Восточной конференции после «Оттавы», команда начала плей-офф с двух подряд поражений на домашней площадке от «Монреаля» в первом раунде. Но благодаря замене вратаря на Кэма Уорда, получившего в итоге приз самого ценного игрока плей-офф (Конн Смайт Трофи), «Каролина» одержала четыре подряд победы и вышла в следующий раунд, где переиграла одного из главных фаворитов турнира «Нью-Джерси».
В финале Восточной конференции «Ураганы» играли с «Баффало». Для выяснения победителя понадобилось максимально возможное число матчей. «Клинки», несмотря на потерю из-за травм сразу четырёх основных защитников, вели в третьем периоде седьмого матча серии со счетом 2:1, но не смогли удержать лидерство до конца. Забив три гола, «Ураганы» одержали победу в серии и второй раз за четыре последних сезона вышли в финал розыгрыша Кубка Стэнли.
В финале «Харрикейнз» играли с «Эдмонтон Ойлерз». Первые два матча выиграла «Каролина», а основной вратарь «Эдмонтона» Дуэйн Ролосон получил травму по ходу серии; несмотря на это, «Эдмонтон» по итогам шести матчей сравнял счёт в серии. В решающем седьмом матче «Каролина» одержала победу.
В сезонах 2006/2007 и 2007/2008 «Харрикейнз» не выходили в плей-офф.
В сезоне 2008/2009 команда вышла в плей-офф и прошла там два раунда, обыграв «Нью-Джерси» и «Бостон», а затем уступив «Питтсбургу».
Следующее попадание в плей-офф случилось только через 10 лет в сезоне 2018/2019. В первом раунде плей-офф во втором овертайме седьмого матча «Харрикейнз» выбили действующего обладателя Кубка Стэнли «Вашингтон Кэпиталз». Во втором раунде был обыгран «Нью-Йорк Айлендерс» со счётом 4-0, а в финале восточной конференции «Каролина» в четырёх матчах уступила «Бостон Брюинз».

## Посезонная статистика
| Сезон     | Игр | В  | П  | ПО | Очк | ШЗ  | ШП  | Регулярный чемпионат      | Плей-офф                       |
| 2018-2019 | 82  | 46 | 29 | 7  | 99  | 245 | 223 | 4 в Столичном дивизионе   | Поражение в финале конференции |
| 2019-2020 | 68  | 38 | 25 | 5  | 81  | 222 | 193 | 4 в Столичном дивизионе   | Поражение в первом раунде      |
| 2020-2021 | 56  | 36 | 12 | 8  | 80  | 179 | 136 | 1 в Центральном дивизионе | Поражение во втором раунде     |
| 2021-2022 | 82  | 54 | 20 | 8  | 116 | 272 | 202 | 1 в Столичном дивизионе   | Поражение во втором раунде     |
| 2022-2023 | 82  | 52 | 21 | 9  | 113 | 266 | 213 | 1 в Столичном дивизионе   | Поражение в финале конференции |
| 2023-2024 | 82  | 52 | 23 | 7  | 111 | 279 | 216 | 2 в Столичном дивизионе   | Поражение во втором раунде     |
| 2024-2025 | 82  | 47 | 30 | 5  | 99  | 266 | 233 | 2 в Столичном дивизионе   | Поражение в финале конференции |

## Индивидуальные рекорды
- Наибольшее количество голов в регулярном сезоне: Эрик Стаал (2005-06) — 45
- Наибольшее количество передач в регулярном сезоне: Род Бриндамор (2006-07) — 56
- Наибольшее количество очков в регулярном сезоне: Эрик Стаал (2005-06) — 100 (45+55)
- Наибольшее количество очков, набранных в регулярном сезоне защитником: Брент Бёрнс (2022-23) — 61 (18+43)
- Наибольшее количество штрафных минут в регулярном сезоне: Стю Гримсон (1997-98) — 204
- Наибольшее количество минут, проведенных на поле в регулярном сезоне, среди вратарей: Артур Ирбе (2000-01) — 4405 мин 39 сек
- Наибольшее количество «сухих» матчей в регулярном сезоне: Артур Ирбе (1998-99 и 2000-01), Кевин Уикз (2003-04) и Кэм Уорд (2008-09) — по 6
- Наибольшее количество «сухих» матчей в регулярных чемпионатах: Кэм Уорд (2005-18) — 27
- Наибольшее количество вратарских побед в регулярном сезоне: Кэм Уорд (2008-09) — 39
- Наибольшее количество сыгранных игр среди вратарей в регулярном чемпионате: Кэм Уорд (2005-18) — 668

## Команда

### Текущий состав
| №                         | Игрок                | Страна                    | Хват    | Дата рождения             | Рост (см) | Вес (кг) | Средняя зарплата ($) | Контракт до |
| Вратари                   | Вратари              | Вратари                   | Вратари | Вратари                   | Вратари   | Вратари  | Вратари              | Вратари     |
| ------------------------- | -------------------- | ------------------------- | ------- | ------------------------- | --------- | -------- | -------------------- | ----------- |
| 30                        | Кейден Примо         | Соединённые Штаты Америки | Левый   | 11 августа 1999 (25 лет)  | 191       | 90       | 775,000              | 2025/26     |
| 31                        | Фредерик Андерсен    | Дания                     | Левый   | 2 октября 1989 (35 лет)   | 192       | 104      | 2,750,000            | 2025/26     |
| 34                        | Дастин Токарски      | Канада                    | Левый   | 16 сентября 1989 (35 лет) | 180       | 84       | 775,000              | 2024/25     |
| 52                        | Пётр Кочетков        | Россия                    | Левый   | 25 июня 1999 (26 лет)     | 190       | 83       | 2,000,000            | 2026/27     |
| 60                        | Янив Перец           | Канада                    | Левый   | 4 марта 2000 (25 лет)     | 185       | 82       | 805,000              | 2024/25     |
| Защитники                 |                      |                           |         |                           |           |          |                      |             |
| -                         | Майк Райлли          | Соединённые Штаты Америки | Левый   | 13 июля 1993 (32 года)    | 185       | 77       | 1,100,000            | 2025/26     |
| 4                         | Шейн Гостисбеер      | Соединённые Штаты Америки | Левый   | 20 апреля 1993 (32 года)  | 180       | 82       | 3,200,000            | 2026/27     |
| 5                         | Джейлен Чатфилд      | Соединённые Штаты Америки | Правый  | 15 мая 1996 (29 лет)      | 185       | 85       | 3,000,000            | 2026/27     |
| 21                        | Александр Никишин    | Россия                    | Левый   | 2 октября 2001 (23 года)  | 193       | 98       | 832,500              | 2025/26     |
| 26                        | Шон Уокер            | Канада                    | Правый  | 13 ноября 1994 (30 лет)   | 180       | 89       | 3,600,000            | 2028/29     |
| 74                        | Джейккоб Слэвин — А  | Соединённые Штаты Америки | Левый   | 1 мая 1994 (31 год)       | 191       | 93       | 6,461,250            | 2031/32     |
| 79                        | К’Андре Миллер       | Соединённые Штаты Америки | Левый   | 21 января 2000 (25 лет)   | 193       | 94       | 7,500,000            | 2032/33     |
| 89                        | Доминик Фенсор       | Соединённые Штаты Америки | Левый   | 7 сентября 2001 (23 года) | 171       | 70       | 775,000              | 2025/26     |
| Левые крайние нападающие  |                      |                           |         |                           |           |          |                      |             |
| 27                        | Николай Элерс        | Дания                     | Левый   | 14 февраля 1996 (29 лет)  | 182       | 78       | 8,500,000            | 2030/31     |
| 28                        | Уильям Каррье        | Канада                    | Левый   | 20 декабря 1994 (30 лет)  | 188       | 96       | 2,000,000            | 2029/30     |
| 29                        | Брэдли Надо          | Канада                    | Правый  | 5 мая 2005 (20 лет)       | 177       | 78       | 918,333              | 2026/27     |
| 48                        | Джордан Мартинук — А | Канада                    | Левый   | 25 июля 1992 (33 года)    | 183       | 92       | 3,050,000            | 2026/27     |
| 50                        | Эрик Робинсон        | Соединённые Штаты Америки | Левый   | 14 июня 1995 (30 лет)     | 188       | 91       | 1,700,000            | 2028/29     |
| 54                        | Юха Яаскя            | Финляндия                 | Левый   | 9 февраля 1998 (27 лет)   | 184       | 89       | 775,000              | 2026/27     |
| 71                        | Тэйлор Холл          | Канада                    | Левый   | 14 ноября 1991 (33 года)  | 185       | 93       | 3,166,667            | 2027/28     |
| Центрфорварды             |                      |                           |         |                           |           |          |                      |             |
| 11                        | Джордан Стаал — К    | Канада                    | Левый   | 10 сентября 1988 (36 лет) | 193       | 100      | 2,900,000            | 2026/27     |
| 16                        | Райан Сузуки         | Канада                    | Левый   | 28 мая 2001 (24 года)     | 185       | 86       | 775,000              | 2025/26     |
| 20                        | Себастьян Ахо — А    | Финляндия                 | Левый   | 26 июля 1997 (27 лет)     | 181       | 78       | 9,750,000            | 2031/32     |
| 22                        | Логан Стэнковен      | Канада                    | Правый  | 26 февраля 2003 (22 года) | 173       | 77       | 814,167              | 2025/26     |
| 24                        | Сет Джарвис          | Канада                    | Правый  | 1 февраля 2002 (23 года)  | 178       | 79       | 7,420,000            | 2031/32     |
| 27                        | Тайсон Джост         | Канада                    | Левый   | 14 марта 1998 (27 лет)    | 180       | 87       | 775,000              | 2025/26     |
| 46                        | Джастин Робида       | Канада                    | Правый  | 13 марта 2003 (22 года)   | 173       | 78       | 825,000              | 2025/26     |
| 76                        | Скайлер Бриндамор    | Соединённые Штаты Америки | Левый   | 27 июля 1999 (25 лет)     | 188       | 79       | 775,000              | 2025/26     |
| 77                        | Марк Джанковски      | Канада                    | Левый   | 13 сентября 1994 (30 лет) | 193       | 92       | 800,000              | 2025/26     |
| 82                        | Йеспери Котканиеми   | Финляндия                 | Левый   | 6 июля 2000 (25 лет)      | 188       | 85       | 4,820,000            | 2029/30     |
| 96                        | Джек Рословик        | Соединённые Штаты Америки | Правый  | 29 января 1997 (28 лет)   | 185       | 83       | 2,800,000            | 2024/25     |
| Правые крайние нападающие |                      |                           |         |                           |           |          |                      |             |
| 37                        | Андрей Свечников     | Россия                    | Левый   | 26 марта 2000 (25 лет)    | 191       | 83       | 7,750,000            | 2028/29     |
| 53                        | Джексон Блейк        | Соединённые Штаты Америки | Правый  | 3 августа 2003 (21 год)   | 180       | 74       | 5,625,000            | 2033/34     |

### Штаб
| Должность            | Имя           | Страна                    | Дата рождения            | В должности |
| -------------------- | ------------- | ------------------------- | ------------------------ | ----------- |
| Генеральный менеджер | Эрик Тулски   | Соединённые Штаты Америки | 1 января 1974 (51 год)   | с 2024 года |
| Главный тренер       | Род Бриндамор | Канада                    | 9 августа 1970 (54 года) | с 2018 года |
| Помощник тренера     | Джефф Дэниелс | Канада                    | 24 июня 1968 (57 лет)    | с 2018 года |
| Генеральный менеджер | Тим Глисон    | Соединённые Штаты Америки | 29 января 1983 (42 года) | с 2021 года |
| Тренер вратарей      | Пол Шонфилд   | Канада                    | 24 апреля 1981 (44 года) | с 2020 года |

### Капитаны
- Кевин Дайнин, 1997—1998
- Кит Примо, 1998—1999
- Кит Примо и Рон Фрэнсис, 1999—2000
- Рон Фрэнсис, 2000—2004
- Род Бриндамор, 2005—2010
- Эрик Стаал, 2010—2016
- в сезоне 2016—2017 позиция капитана была вакантна
- Джордан Стаал и Джастин Фолк (сокапитаны), 2017—2018
- Джастин Уильямс, 2018—2019
- Джордан Стаал, 2019—н.в.

### Члены Зала хоккейной славы
- Горди Хоу, 1977—1980, включён в 1982
- Дейв Кион, 1976—1982, включён в 1986
- Рон Фрэнсис, 1981-91/1998-2004, включён в 2007

### Зарезервированные (выведенные из обращения номера)
- 2 — Глен Уэсли (1994—2007), защитник. Выведен из обращения 17 февраля 2009 года.
- 3 — Стив Чейссон, защитник. Официально из обращения не выведен, но не используется как дань уважения игроку.
- 10 — Рон Фрэнсис (1981—1991, 1998—2004), центральный нападающий. Выведен из обращения 28 января 2006 года.
- 12 — Эрик Стаал (2003—2016), центральный нападающий. Выведен из обращения 12 января 2025 года.
- 17 — Род Бриндамор (2000—2010), центральный нападающий. Выведен из обращения 18 февраля 2011 года.
- 99 — Уэйн Гретцки, изъят из обращения во всей НХЛ.

ранее в «Хартфорде»
- 2 — Рик Ли (1972—1981), защитник. Выведен из обращения 26 декабря 1982 года.
- 9 — Горди Хоу (1977—1980), правый нападающий. Выведен из обращения 18 февраля 1981 года.
- 19 — Джон Маккензи (1977—1979), правый нападающий. Выведен из обращения 27 февраля 1980 года.

### Первые раунды драфтов
- 1997: Никос Целиос (22-й общий)
- 1998: Джефф Чирема (11-й общий)
- 1999: Дэвид Танабэ (16-й общий)
- 2000: Нет
- 2001: Игорь Князев (15-й общий)
- 2002: Кэм Уорд (25-й общий)
- 2003: Эрик Стаал (2-й общий)
- 2004: Эндрю Лэдд (4-й общий)
- 2005: Джек Джонсон (3-й общий)
- 2006: Нет

- 2007: Брэндон Саттер (11-й общий)
- 2008: Зак Бойчак (14-й общий)
- 2010: Джефф Скиннер (7-й общий)
- 2011: Райан Мерфи (12-й общий)
- 2012: Нет
- 2013: Элиас Линдхольм (5-й общий)
- 2014: Хэйдн Флёри (7-й общий)
- 2015: Ноа Ханифин (5-й общий)
- 2016: Джейк Бин (13-й общий); Жюльен Готье (21-й общий)
- 2017: Мартин Нечас (12-й общий)

- 2018: Андрей Свечников (2-й общий)
- 2019: Райан Сузуки (28-й общий)
- 2020: Сет Джарвис (13-й общий)
- 2021: Нет
- 2022: Нет
- 2023: Брэдли Надо (30-й общий)
- 2024: Нет
- 2025: Нет

## Награды и трофеи НХЛ

### Командные
Кубок Стэнли
- 2005/06

Принц Уэльский Трофи — Победитель плей-офф Восточной конференции
- 2001/02; 2005/06

Победитель юго-восточного дивизиона
- 1998/99; 2001/02; 2005/06

Победитель центрального дивизиона
- 2020/21

Победитель столичного дивизиона
- 2021/22

### Личные
Конн Смайт Трофи — самый ценный игрок плей-офф
- Кэм Уорд: 2005/06

Фрэнк Дж. Селки Трофи — лучший форвард оборонительного плана
- Род Бриндамор: 2005/06, 2006/07

Кинг Клэнси Мемориал Трофи — за лидерство и человеческий вклад
- Рон Фрэнсис: 2001/02

Леди Бинг Мемориал Трофи — за спортивное мастерство и джентльменское поведение
- Рон Фрэнсис: 2001/02
- Джейккоб Слэвин: 2020/21, 2023/24

Лестер Патрик Трофи — хоккейному деятелю за вклад в развитие хоккея с шайбой в США
- Питер Карманос: 1997/98

Колдер Трофи — лучший новичок регулярного чемпионата НХЛ
- Джефф Скиннер: 2010/11

## Рекорды*

### Индивидуальные рекорды

#### Регулярный чемпионат
- Количество голов за сезон: Блейн Стафтон — 56 (1979/80)
- Количество передач за сезон: Рон Фрэнсис — 69 (1989/90)
- Количество очков за сезон: Майк Роджерс — 105 (1979/80, 1980/81)
- Количество штрафных минут за сезон: Торри Робертсон — 358 (1985/86)
- Количество очков среди защитников за сезон: Марк Хоу — 80 (1979/80)
- Количество очков, набранных новичком са сезон: Сильвен Тюржон — 72 (1983/84)
- Количество побед среди вратарей за сезон: Кэм Уорд — 39 (2008/09)
- Количество сухих игр за сезон: Артур Ирбе, Кевин Уикз, Кэм Уорд — 6 (1998/99, 2000/01, 2003/04, 2008/09)

#### Плей-офф
- Количество голов: Себастьян Ахо — 23
- Количество передач: Себастьян Ахо — 35
- Количество очков: Себастьян Ахо — 58

### Командные рекорды
- Наибольшее количество побед за сезон: 54 (2021/22)
- Наибольшее количество очков за сезон: 116 (2021/22)
- Наибольшее количество побед подряд: 9 (2005/06, 2008/09,2021/2022)

* — включая рекорды «Хартфорд Уэйлерз»